# Loleh Bellon
Marie Laure Viole Bellon, geralmente conhecida como Loleh Bellon, (1925–1999) foi uma atriz de teatro e cinema francesa, além de dramaturga. Em 1949, por seu papel em La Place de l'Étoile de Robert Desnos, ela recebeu o Prix des Jeunes comédiens. Ela é lembrada por suas atuações em Giraudoux ' Judith e em L'Annonce faite à Marie de Claudel. Bellon também foi um dramaturgo de sucesso, especialmente com Dames du jeudi (1976), Une defeito (1988) e La Chambre d'amis (1995). Por sua peça L'Éloignement (1987), ela recebeu o prêmio Molière.

## Juventude e família
Nascida em 14 de maio de 1925 em Bayonne, Marie Laure Viole Bellon era filha de Jacques Bellon, um magistrado, e de Denise Simone Hulmann, uma conhecida fotógrafa. Em 1947, casou-se com o escritor espanhol Jorge Semprún Maura (1923–2011), com quem deu à luz Jaime Semprún (1947–2010), também escritor. Após o divórcio em 1960, ela se casou com o poeta Claude Roy (1915–1997) em 1962. Loleh Bellon era a irmã mais nova do diretor de cinema e roteirista Yannick Bellon.

## Vida profissional
Bellon estudou teatro com a atriz e professora de teatro russa Tania Balachova, o ator e gerente de teatro Charles Dullin e o ator Julien Bertheau. Depois de fazer sua estréia nos palcos em 1945 em Dangerous Corner de J.B. Priestley, em 1947, ela atuou em L'An Mil de Jules Romains. Em 1949, por sua atuação em La Place de l'Étoile, ela foi premiada com o Prix des Jeunes comédiens.
Iniciou sua carreira no cinema no final dos anos 1940, trabalhando com Jean-Louis Barrault e Jean Vilar. Seu primeiro grande sucesso foi o papel de Marie em Le Point du jour (1949), dirigido por Louis Daquin. Ela apareceu em mais dois filmes de Daquin, The Perfume of the Lady in Black (1949) e Maître après Dieu (1950). Graças a sua irmã Yannick Bellon, nos anos 1970 estrelou Quelque part quelqu'un (1972) e Jamais plus toujours (1976).
Como dramaturga, em 1976 seu Les Dames du Jeudi recebeu o prêmio Ibsen. Outros sucessos incluíram L'èloignement (1987), Une defeito (1988) e La Chambre d'amis (1995).
Loleh Bellon morreu em 22 de maio de 1999 em Le Kremlin-Bicêtre, nos subúrbios de Paris.